# Tuzun
Tuzun fou un militar turc que va dirigir la guàrdia turca de Bagdad i va exercir el poder efectiu a l'Iraq.
Va agafar el comandament el 943. El 944 Tuzun va deposar i cegar al califa al-Muttaqí i va posar al tron al seu cosí al-Mustakfí de 41 anys (setembre/octubre del 844). El tresor estava buit i els caps turcs feien i desfeien com volien. La població de Bagdad s'havia reduït i enfrontava greus problemes econòmics, fins i tot fam. Els buwàyhides amenaçaven l'Iraq. El nou califa va estar completament supeditat al que decidia Tuzun.
Tuzun va morir l'agost del 945 i el va substituir Ibn Shirzad.